# The Mayhill Hotel
A The Mayhill Hotel szálloda és fogadó a walesi Monmouth határában. A Wyeshambe és a Dean-erdőbe vezető utak között fekszik, közel az walesi-angol határhoz, ezért Wales „utolsó kocsmájának” is nevezik.

## Története
Építésére vonatkozóan nincsenek pontos adatok. Csak a 20. században alakították át fogadóvá, szállodává. A 18. században bérház volt. Az 1820-as években rövid ideig iskola működött benne, a May Hill Academy a Davies család felügyelete alatt. A szálloda első tulajdonosa Frank Shelly volt, ő a következőképpen reklámozta 1924-ben: Családi és üzleti tartózkodásra, ebédekre, vacsorákra és teázásokra alkalmas. Minden részében villanyvilágítás. Az 1930-as években egy bizonyos Mrs. Braint üzemeltette. 

## Fordítás
- Ez a szócikk részben vagy egészben  a   The Mayhill Hotel, Monmouth című angol Wikipédia-szócikk ezen változatának fordításán alapul.  Az eredeti cikk szerkesztőit annak laptörténete sorolja fel. Ez a jelzés csupán a megfogalmazás eredetét és a szerzői jogokat jelzi, nem szolgál a cikkben szereplő információk forrásmegjelöléseként.